# Guy Dejardin
Pour les articles homonymes, voir Dejardin.
Guy Dejardin dit Tristan Carol (12 janvier 1920 à Corbion (Bouillon) - 8 avril 2010 à Saint-Amand-Montrond) est un pianiste, clavioliniste, arrangeur, orchestrateur et homme de radio. Il a notamment été orchestrateur et arrangeur pour Ray Ventura et pour le Jazz Dixit de Raymond Legrand, pianiste de Luc Poret, Tani Scala, de Radio Luxembourg et de la Radiodiffusion française .

## Biographie
Guy Dejardin est le fils d’Adolphe Dejardin, compositeur de la Chanson des campanules (paroles de Léon Monnier).
À 12 ans, il donnait des concerts comme saxophoniste à l’Institut national de la radio diffusion de Bruxelles. Il a travaillé le contrepoint et la composition avec la filleule et l’élève de Vincent d'Indy, étudié l’harmonie au conservatoire de Paris avec Simone Plé-Caussade.
Il commence sa carrière comme pianiste dans les cabarets à Pigalle, en 1939, Ray Ventura le remarque et l’intègre aux collégiens, boulevard de la Poissonnière, en tant qu’arrangeur orchestrateur, aux côtés de Paul Misraki et Raymond Legrand. À cette époque, il travaille également avec les plus grands comme Loulou Gasté, Alix Combelle,Vincent Scotto, mais aussi Le Chanteur sans nom, et le chef d'orchestre Angelo Burli.
En 1940, le musicien se lie d'amitié avec Marcelle Der Mikaelian épouse Legrand et sœur de Jacques Hélian, Madame Legrand défendra au sein de sa maison d'édition « Paris-Monde », les intérêts de Ray Ventura jusqu’à son retour d'Amérique du Sud. En 1945, Marcelle Legrand a l’idée de réunir tous les arrangements pour big-band, orchestres de bal, de l’ensemble des éditeurs français et elle crée le « Comptoir Musical Français » (COMUFRA).
C'est dans ce contexte, que l'artiste, arrangeur - orchestrateur, continuera de rencontrer Marcelle Legrand et fera par la suite la connaissance de Robert Lamoureux que Madame Legrand aide et édite.
Au cours des années 1940, il fait la connaissance de Marcel Dabadie, grand parolier de l’époque (père de Jean-Loup Dabadie), et du pianiste Jacques Breux (Papa, maman, la bonne et moi avec Robert Lamoureux). le trio réalise plusieurs chansons de qualité, notamment Ritournelle.
Quand Ray Ventura est obligé de se réfugier d’abord en zone libre, puis au Brésil , Raymond Legrand va créer son nouvel orchestre de variétés le Jazz Dixit, en réunissant en Novembre 1941, la fine fleur des musiciens de jazz parisiens, certains d'entre eux sont collégiens comme Loulou Gasté, Guy Paquinet, Henri Bourtayre qui travaillait aux éditions Ray Ventura, Max Elloy, Noël Chiboust , et Guy Dejardin. 
D'autres jazzmen viennent compléter l'ensemble, Camille Sauvage, Hubert Rostaing, Michel Warlop, Aimé Barelli, le chanteur Roger Toussaint et Irene de Trebert " Mademoiselle Swing ".
Luc Poret (co-compositeur pour Juliette Gréco de Je mens avec Georges Liferman, ou encore Le Cœur cassé) fait la connaissance de Tristan au sortir de la guerre ; ils écrivent et composent ensemble Gare Saint-Lazare. Dès 1947, ils forment un ensemble en compagnie de Janine Hugo et entament un tour de France dans les cabarets.
En septembre 1942, elle était déjà aux côtés de Lucien Poret  et de Georges Guétary, dans l’opérette La Course à l'amour de Lucien Parin, sur une musique de Guy Lafarge.
Comme pour Ray Ventura, Guy Dejardin réalise pour l'orchestre de Raymond Legrand, de nombreux arrangements d’une grande finesse et d’une grande diversité, notamment ceux de la chanson Mon ange (version 1948) chantée par Jacques Pills.
Après la Libération et jusqu'au début des années 1950, Guy Dejardin devient le pianiste du compositeur et chef d'orchestre Tani Scala, créateur en France du tango moderne. Durant les années 1946-1947, ils enregistrent de nombreux 78 tours avec le chanteur Jean Raphaël et partent en gala avec la formation de Tani Scala.
Avec Colette Renard et Raymond Legrand ; ils vont enregistrer en 1950 des 78 tours et des bandes magnétiques conjuguant à la fois musique, humour et conversations.
À Clermont-Ferrand, l'instrumentiste apporte également une contribution musicale à Fernand Raynaud lorsque celui-ci débute, leur première rencontre avait eu lieu à Clermont-Ferrand à la direction régionale du Service national de la statistique. 
C’est également en Auvergne qu’il devient directeur artistique du Mouvement de la libération nationale de 1941 à 1945, il dirige une troupe d'artistes composée notamment du chansonnier Maurice Horgues, avec lequel il organise de nombreux spectacles de music-hall, de grands galas de variété et des concours de chant amateur, mais également André Sallée, l'actrice Micheline Bernard (actrice française), le comédien Jacques Dalès que l'on retrouve en 1949 dans branquignols de Robert Dhéry, la chanteuse Scarlett, le fantaisiste Bob Michel, Andrée Thiery vedette de la radio et des grands concerts. Il s'illustre également au théâtre en Auvergne dans Les Jours heureux de Claude-André Puget et Knock de Jules Romains. À cette époque c’est souvent Magdeleine Bérubet, fameuse actrice clermontoise, qui est à la mise en scène.
Le musicien débute à la radio avec André Sallée qui réalise en 1951 Les Aventures de Bourvil, sur Radio-Luxembourg.
L'artiste travaille sur les ondes de Radio Clermont Auvergne à partir de juillet 1944 en qualité de speaker, comédien, réalisateur, metteur en scène et musicien. Avec René Paput, ils présentent les informations, l'artiste anime également le pêle-mêle musical quotidien. Dans l'équipe on retrouve notamment Pierre Garnier à la direction artistique, aux manettes Max Pollet des laboratoires Radio électriques de Clermont, la speakerine Raymonde Bourilhet, Marcel Laporte dit Radiolo
, célèbre « speaker » d'avant guerre. Cette radio est née dans la clandestinité au lendemain de la libération de Clermont-Ferrand le 23 août 1944. C'est seulement le 8 septembre 1944 que l’annonce « Ici Clermont, Radiodiffusion Française » fait suite aux premières annonces « Poste FFI Clermont-Auvergne ».
Pianiste de la Radiodiffusion française et de Radio Luxembourg, le virtuose devient auteur de sketchs-radio entre juillet 1944 et avril 1947 et anime des émissions (crème Simon, apéritif Matho…). Sous l'impulsion de Louis Merlin, il est responsable, avec Jean d'Agostino alors directeur des productions des Programmes de France, de nombreuses emissions patronnées diffusées sur les antennes de Radio Luxembourg.
De 1944 à 1947 il intègre également l'orchestre Igor sous la direction de Zoubrisky.
Il est rappelé fin 1947 par Louis Merlin aux Programmes de France, Le musicien participe notamment au Pêle-Mêle Cadoricin avec Monsieur Champagne, émission de divertissement où il retrouve Ray Ventura et son orchestre et le « collégien » Henri Génès.
En 1955, Guy Dejardin fut considéré par la maison Selmer comme le meilleur clavioliniste et instrumentiste du moment ; sur les affiches des dancings et cabarets on pouvait lire qu’il était, à l’époque, le seul en Europe à jouer sur 7 claviers .
Il adapte et modifie la clavioline en intervenant sur un potentiomètre de son cru, le résultat est surprenant, il obtient alors un vibrato donnant, en fonction des situations et des ajustements, des sonorités similaires à celles du violon tzigane, de la clarinette de jazz, de la guitare, de la harpe, du trombone à coulisse  mais aussi du clavecin et de son ancêtre, la clavicorde.
Un peu plus tard, en 1960, Louis de Fontenay fait appel à lui pour assurer les ambiances musicales des Miss France en région.
En 1965, il s’adjoint Maurice Favre (orchestre Charley Bazin ) et Tatcho Fantini, guitariste surdoué (responsable du Skiffle Group d’Hugues Aufray, Tatcho Fantini se produit à l’Olympia avec Hugues Aufray).
Il poursuit ses activités de musicien jusqu’à la retraite, principalement au château de Saint-Jean (Montluçon), son « fief », mais également dans les dancings et cabarets les plus huppés. Passionné de langue française, il est l'auteur de nombreux articles dans le journal La Montagne, rédacteur pour « Le Robert » et délégué culturel pour « Le nouveau Littré » ; il enseigne la composition, le piano, l’orgue, le solfège, l’harmonie et le saxophone.
Il meurt à Saint-Amand-Montrond le 8 avril 2010 et est inhumé à Meaulne (Allier) le 13 avril.